# Bilelando
Bilelando is een bestuurslaag in het regentschap Centraal-Lombok van de provincie West-Nusa Tenggara, Indonesië. Bilelando telt 2876 inwoners (volkstelling 2010).